# Мирослава Иванова
Мирослава Стоянова Иванова е българска журналистка от Нова телевизия, водеща на предаването „Здравей, България“.

## Биография
Родена е на 6 юли 1977 г. в град Шумен, Народна република България. Прекарва детството си в Разград, там тя завършва природоматематическата гимназия „Академик Никола Обрешков“. По-късно завършва Факултета по журналистика и масова комуникация към Софийския университет „Свети Климент Охридски“.
Работи за столични радиостанции и телевизии, предимно като парламентарен и военен репортер. През 2000 г. постъпва на работа в Нова телевизия като част от екипа на „Здравей, България“ в първия му формат, с водещ Милен Цветков. По-късно заедно с Христо Калоферов е водеща на предаването. Работи и за предаванията „Студио Нова“ и „На четири очи“ по Нова телевизия. Става водеща на съботно-неделния сутрешен блок по Нова телевизия „Събуди се“ (2012 – 2019). През 2019 г. е освободена от Нова телевизия, но през 2021 г. се завръща на екран и става водеща на сутрешното предаване „Здравей, България“ заедно с Виктор Николаев.
Тя е дългогодишен посланик на програмата „Готови за успех“ на фондация BCause и фондация „Сирак“. Носител е на отличие за висока езикова култура и опазване чистотата на българския език от Факултета по славянски филологии на СУ „Св. Климент Охридски“. През 2019 г. е обявена за „Жена на годината“ в категория „Телевизия“ в конкурса на списание „Грация“. Отличена е и с награда за висок професионализъм и успешна реализация в телевизионната журналистика на списание „Бизнес Лейди“.